# Hiátus (televíziózás)
A műsorszüneteltetés, műsorpihentetés, legelterjedtebb alakjában a műsor hiátusra küldése, hiátus státusza a televíziózásban egy kifejezés arra, hogyha egy rendszeresen sugárzott televíziós programot levesznek a műsorról ideiglenesen, bizonyos ideig. 

## Általános okai
- Általában a sorozatok hiátusra küldésének oka az évadok közötti időszakra tehető, melyek az eredeti csatornákon általában júniustól augusztusig terjed.
- Mielőtt egy televíziós műsort megszüntetnek, elutasítanak (általában alacsony nézettség, belső viták vagy anyagi problémák miatt) a megerősítésig azt hiátusba szokták rakni.
- Gyakran az évad közepén teszik hiátusra az általános, szeptemberben kezdődő, májusban/júniusban végződő műsorszámokat december környékén, az ünnepek miatt, vagy pedig feszültségkeltés céljából.
- Amennyiben tárgyalnak a folytatásról, és az még nem biztos.